# آنه ماریت یاکوبسن
آنه ماریت یاکوبسن (انگلیسی: Anne Marit Jacobsen؛ زادهٔ ۷ نوامبر ۱۹۴۶) هنرپیشه اهل نروژ است.
او همچنین برندهٔ جوایزی همچون جایزه آماندا شده‌است.